# Ptolemaios IX Lathyros
Ptolemaios IX Soter II  hoặc Lathyros (tiếng Hy Lạp: Πτολεμαῖος Σωτήρ Λάθυρος, Ptolemaĩos Soter Láthuros) là vua của Ai Cập ba lần, từ 116 TCN đến 110 TCN, 109 TCN đến 107 TCN và 88-81 trước Công nguyên, với sự gián đoạn vào các giai đoạn cai trị bởi em trai của ông, Ptolemaios X Alexander.
Lúc đầu, ông đã được lựa chọn bởi mẹ Cleopatra III của mình để được đồng nhiếp chính với bà (cha Ptolemaios VIII của ông mong muốn rằng bà sẽ cai trị với một trong các con trai của bà), mặc dù bà đã bị buộc phải lựa chọn ông bởi người dân Alexandria. Ông kết hôn với em gái Cleopatra IV, nhưng mẹ của ông đã đẩy bà ấy ra và thay thế bằng em gái của ông là Cleopatra Selene. Sau đó, bà ta tuyên bố rằng ông đã cố gắng giết mình, và thành công trong việc lật đổ ông, đưa người con trai mà bà yêu quý Alexandros lên ngai vàng làm đồng nhiếp chính với bà. Tuy nhiên, bà ta sau này mệt mỏi với sự độc lập của Ptolemaios X và lật đổ ông, đưa Ptolemaios IX trở lại ngai vàng. Bà đã sớm bị sát hại bởi Ptolemaios X, người đã lên ngôi một lần nữa. Sau đó ông ta bị giết trong trận chiến, và Ptolemaios IX trị vì cho đến khi ông mất. Ở Alexandria, Ptolemaios IX, thay thế quan tài của Alexandros Đại đế bằng thủy tinh, và nấu tan chảy nó để giải quyết vấn đề khẩn cấp đúc tiền vàng của mình. Các công dân của Alexandria đã bị xúc phạm bởi điều này và ngay sau đó, Ptolemaios IX đã bị giết.
Berenice III, con gái của ông lên ngôi sau cái chết của ông, và trị vì trong khoảng một năm. Bà đã buộc phải kết hôn với con trai riêng của Alexandros, người đã trị vì dưới tên Ptolemaios XI Alexandros II và đã giết chết bà mười chín ngày sau đó.